# Bistum La Dorada-Guaduas
Das Bistum La Dorada-Guaduas (lat.: Dioecesis Aureatensis-Guaduensis, span.: Diócesis de La Dorada-Guaduas) ist eine in Kolumbien gelegene römisch-katholische Diözese mit Sitz in La Dorada und Guaduas.

## Geschichte
Das Bistum La Dorada-Guaduas wurde am 29. März 1984 durch Papst Johannes Paul II. mit der Apostolischen Konstitution Quod iure Apostolica Sedes aus Gebietsabtretungen des Erzbistums Manizales sowie der Bistümer Barrancabermeja und Facatativá errichtet. Es wurde dem Erzbistum Manizales als Suffraganbistum unterstellt.

## Bischöfe von La Dorada-Guaduas
- Fabio Betancur Tirado, 1984–1996, dann Erzbischof von Manizales
- Oscar Aníbal Salazar Gómez, 1999–2019
- Hency Martínez Vargas, seit 2019

## Einzelnachweise

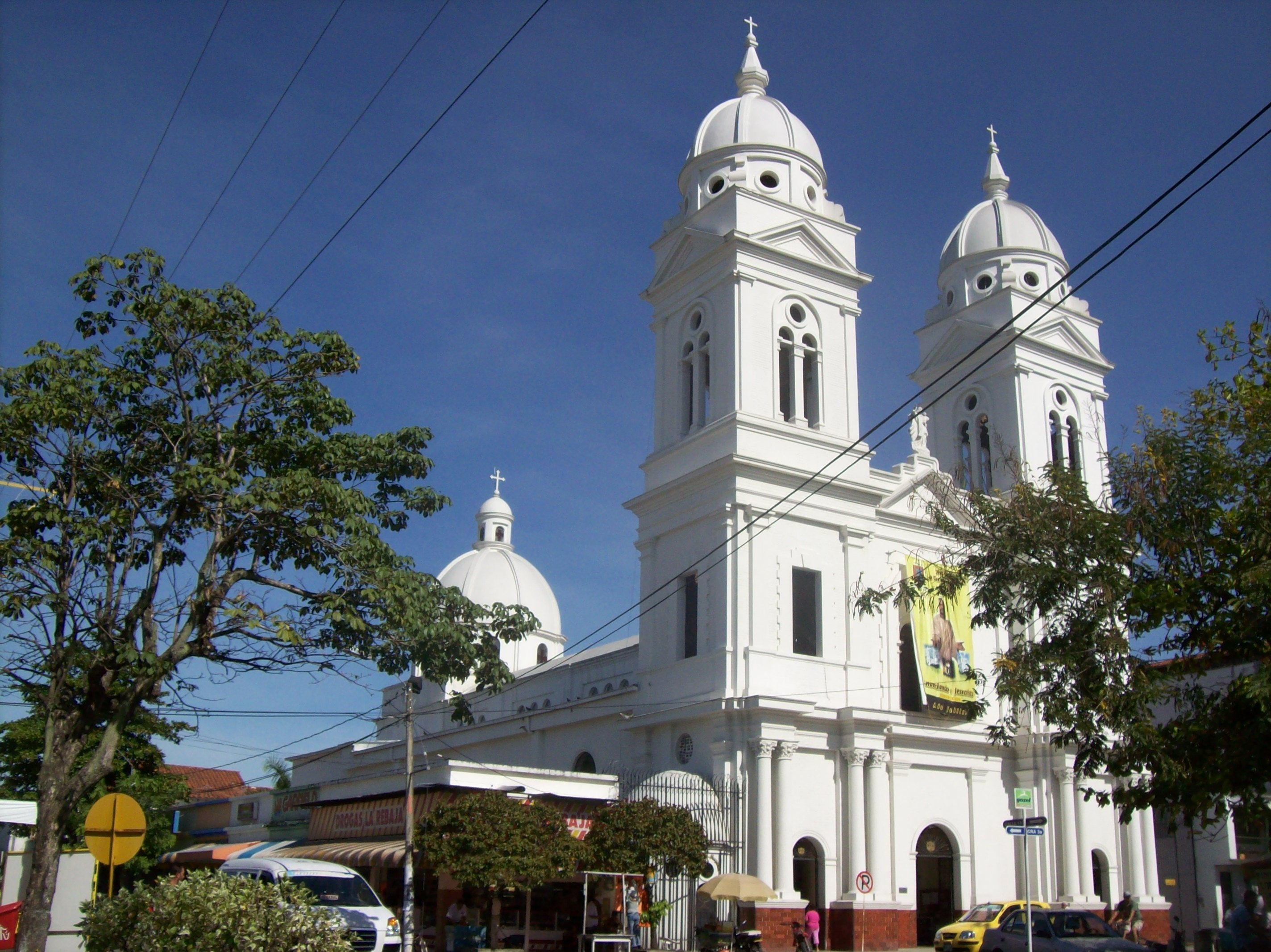
Kathedrale Nuestra Señora del Carmen in La Dorada